# DD (声優ユニット)
DD（ディーディー）は東京俳優生活協同組合（俳協）に所属していた声優岸尾だいすけと浪川大輔によるユニット。2025年時点では活動していない。
なお、浪川は2008年にアクロス エンタテインメントに移籍、岸尾は2010年に俳協を退会しフリーとなり、その後ホリプロ所属となった。

## 概要
2003年に浪川が俳協に移籍した際、事務所の方から「俳協には岸尾大輔という人がいるが、同じ大輔同士ユニットを組んでみないか」と誘われる。しかし即時結成とはならず、2006年2月の「俳協45th Anniversary」でお披露目となる。岸尾曰く「プロデューサーの夢のかたち」。
2008年に浪川が事務所を移籍したことと、公式サイトが削除されていることから現在は活動休止または解散したものと思われる。

## 略歴
- 2006年2月 「俳協45th Anniversary」
- 2006年7月30日 「DVD発売記念イベント」 TBホール（大阪）
- 2006年8月5日 「DVD発売記念イベント」 ヤマハホール（東京）

## 作品

### シングルCD
- デビューマキシシングル「Double Destiny」（2006年8月2日発売）
- 2ndシングル「Dreamin Drive」（2007年11月7日発売）
- 3rdシングル「Dramatic Dive!」（2008年2月27日発売）

### DVD
- 「俳協45th Anniversary」（2006年7月28日発売）

### その他
- 俳協45周年記念CD「COLORS」